# 伊麗莎白式建築
伊麗莎白式建築（英語：Elizabethan architecture）是英格蘭和愛爾蘭女王伊麗莎白一世治下（1558–1603）形成的一種建築風格，時間上介於都鐸式建築和詹姆斯一世式建築風格之間，與歐洲的法國文藝復興式建築、西班牙的銀匠式風格重疊。伊麗莎白時代的英格蘭建築受到了歐洲大陸的文藝復興式建築的影響，走出了垂直式風格（哥特式建築的一種）的影響。相較垂直式建築而言，伊麗莎白式建築更加注重建築在水平方向上的設計。
與其父亨利八世不同，伊麗莎白一世沒有興建皇宮。這一時代興建的教會建築也不多，但由於解散修道院之後獲得了大量土地，人民居住的建築得到了長足發展。這一時代典型的建築為名為“Prodigy house”的英格蘭鄉村別墅。

## 外部連結

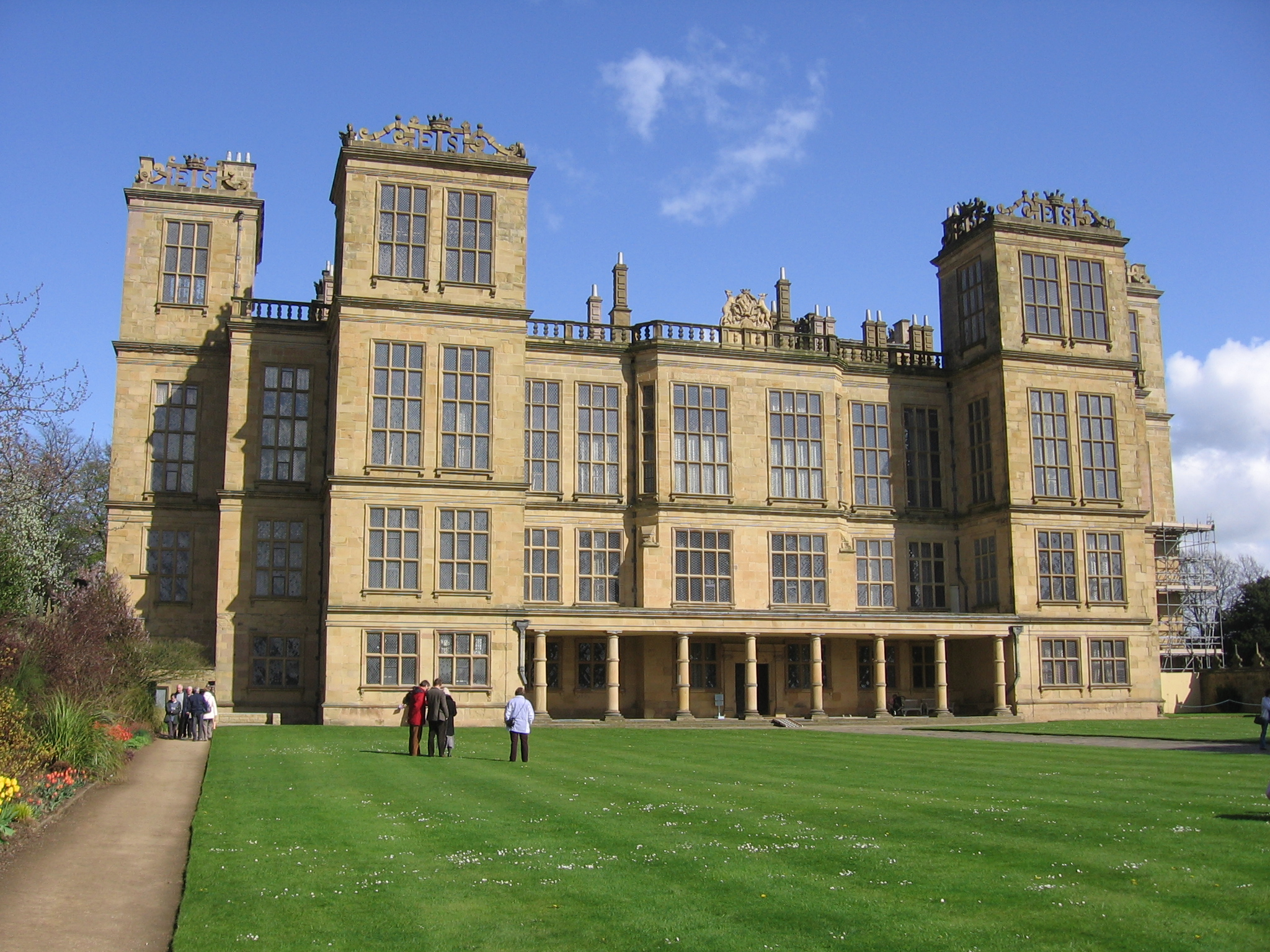
哈德威克庄园（1590–1597）

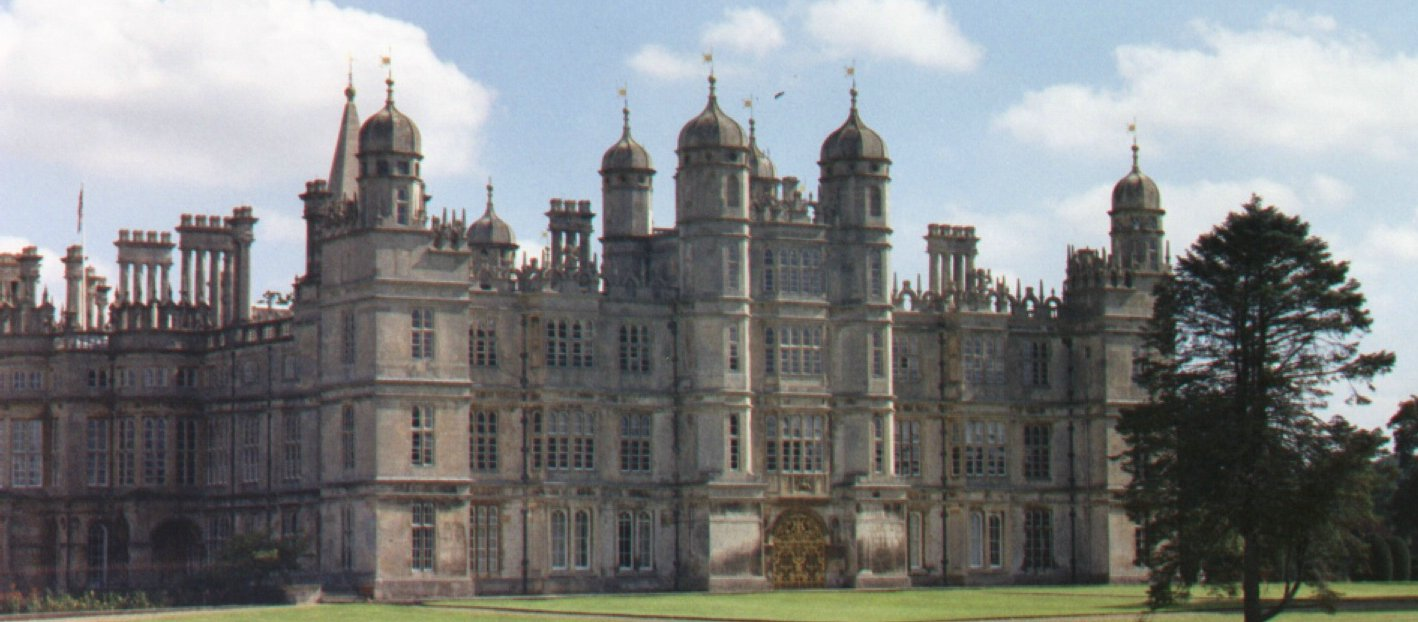
伯利庄园，1587年建成

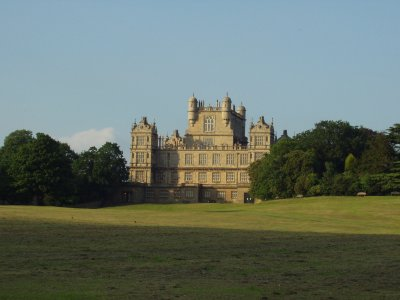
沃莱顿庄园，1588年建成

- Shaw, Henry (1839). Details of Elizabethan architecture. London: William Pickering – plates of architectural details